# Breynia
Breynia es un género de plantas con flores perteneciente a la familia Phyllanthaceae. Tiene 35 especies distribuidas desde la India a Nueva Caledonia.

## Especies seleccionadas
- Breynia disticha
- Breynia fruiticosa Hook. f.
- Breynia nivosa
- etc.